# Brighton (Alabama)
Brighton es una ciudad del condado de Jefferson, Alabama, Estados Unidos. En el censo de 2000, su población era de 3640. 

## Historia
Brighton no fue colonizado por los estadounidenses de origen europeo hasta finales del siglo XIX. Brighton se fundó oficialmente en 1892, cuando el desarrollador G.B. Edwards subdividió un terreno y vendió los lotes. Fue nombrado después de una ciudad costera del recurso inglés. Estaba situado a lo largo de una línea ficticia de ferrocarril construida en 1889 por Bessemer & Birmingham Railroad Company para conectar esas dos ciudades industriales en crecimiento.
El Old Huntsville Road pasó a llamarse Main Street y la ciudad se incorporó en 1901. Para ese año, al menos 100 familias vivían en Brighton. La ciudad tenía una población de 1502 en el censo de 1910, con diecisiete establecimientos comerciales, incluidas ocho tiendas de comestibles.
Las fortunas de la ciudad han estado estrechamente vinculadas a las de Woodward Iron Company. Junto con la minería del carbón en esta área, la compañía de hierro fue fundamental para el desarrollo industrial en esta parte de Alabama, que se basa en las ciudades mucho más grandes de Birmingham, Bessemer y Gadsden. Después de la reestructuración industrial a fines de la década de 1970 y cuando la compañía de hierro se mudó, la ciudad ha disminuido en población desde su máximo en 1980.
El cementerio de Brighton, que aún está en funcionamiento, contiene las tumbas de personas de ascendencia escocesa, inglesa y alemana que vinieron a trabajar a Woodward.
En agosto de 1908, el minero de carbón y líder sindical William Miller, que era negro, fue acusado de volar la casa de un minero blanco, Finley Fuller. Fue durante un período de inquietud laboral cuando los mineros trataron de organizar los sindicatos. Miller fue linchado por una turba blanca que lo arrastró fuera de la cárcel de Brighton. Lo colgaron y lo mataron cerca del ayuntamiento de Brighton. Más tarde, se descubrió que los blancos opuestos a la sindicalización habían bombardeado la casa de Fuller; al vincular el crimen a un hombre negro, tenían la intención de aumentar la oposición general a la unidad del sindicato por mejores salarios.
En 2015, después de que Equal Justice Initiative (EJI) publicó su estudio Lynching in America: Confronting the Legacy of Racial Terror, la ciudad de Brighton decidió colocar un marcador histórico para conmemorar a Miller por su trabajo con el sindicato y como víctima de linchamiento. Trabajaron en cooperación con EJI y colocaron el marcador en una ceremonia cerca del Ayuntamiento. Brighton fue la primera ciudad en Alabama en instalar tal monumento. En un esfuerzo relacionado, se otorgarán becas a estudiantes de secundaria por escribir ensayos sobre la historia racial de Alabama.

## Demografía
En el 2000 la renta per cápita promedia del hogar era de $ 21.364$, y el ingreso promedio para una familia era de 27.926$. El ingreso per cápita para la localidad era de 11.002$. Los hombres tenían un ingreso per cápita de 27.926$ contra 20.192$ para las mujeres.

## Geografía
Brighton está situado en 33°26′20″N 86°56′44″O / 33.43889, -86.94556 (33.438958, -86.945442).
Según la Oficina del Censo de los EE. UU., la ciudad tiene un área total de 1.40 millas cuadradas (3.63 km ²).